# Фолскорд
Фолскорд (от англ. false cords «ложные связки»), или фаер (от англ. fire «огонь»)  — приём экстремального вокала, суть которого заключается в искажении голоса с помощью сомкнутых резонирующих (вибрирующих) ложных связок. Фолскорд в той или иной форме можно услышать почти во всех направлениях поп-музыки, но чаще всего он встречается в тяжёлой музыке.

## Характеристика
Характерными чертами фолскорда являются агрессивный тон и высокая громкость. В фолскорде почти нет основного тона, и он хорошо подходит для исполнения мелодичных песен. Фолскорд используется во многих различных музыкальных стилях с целью придания звуку определённой грубости или резкости. Многие дэт-метал-группы совмещают фолскорд вместе с гроулингом.
Близким к фолскорду техникой вокала является один из стилей тувинского горлового пения — каргыраа. В фолскорде давление на речевой тракт значительно выше и, следовательно, громкость тоже, но базовая механика у этих стилей одинакова. Также, фолскорд отдалённо близок к гроулингу.
Поскольку в основе данной техники почти нет никакого основного тона, она подходит как для дэт-метала, так и для более мелодичной музыки. К известным исполнителям фолскорда можно отнести Джеймса Хетфилда (Metallica), Чака Шульдинера (Death), Алиссу Уайт-Глаз (Arch Enemy), Тома Уэйтса, Рэнди Блая (Lamb of God), Фила Ансельмо (Pantera, Down) и Жюля Нэвери (Profane Omen).

## Техника
Во время пения ложные связки соединяются и слегка сужают голосовой тракт, из-за чего они начинают резонировать. Чем больше ложные связки сужают голосовой тракт, тем сильнее они резонируют и вызывают искажение голоса. Гортань и речевой тракт нужно держать расслабленными для правильного звукоизвлечения ложными связками, иначе на связки будет оказано слишком большое давление, из-за чего возникнет неприятная боль.
На начальном этапе, когда техника ещё недостаточно освоена, голос быстро садится и становится хриплым. При неправильном звукоизвлечении возможна боль или дискомфорт. На ранних стадиях желательно практиковаться немного чаще, потому что голосовой тракт и его мышцы не привыкли к технике и звуковому давлению, требуемому для фолскорда.
Одним из наиболее распространённых видов фолскорда является «фальцетный фолскорд», который в основном аналогичен предыдущему описанию, но включает в себя фальцетный регистр певческого голоса. В этом варианте фолскорда голос звучит намного выше, а задача состоит в том, чтобы звук остался искажённым и голос не падает в грудной регистр. Фальцетный фолскорд может звучать почти так же, как и фрай-скрим, но в плане техники они отличаются друг от друга. Фальцетный фолскорд может быть очень громким и рваным, благодаря чему он широко используется в грайндкоре и блэк-метале.